# Raiganj
Raiganj est une ville indienne située dans le district du Dinajpur septentrional dans l’État du Bengale-Occidental. En 2011, sa population était de 183 612 habitants.